# Municipio de Naranjos Amatlán
El municipio de Naranjos Amatlán es un municipio perteneciente al norte del Estado mexicano de Veracruz, en la región conocida como la Huasteca Alta. La cabecera del municipio es la ciudad de Naranjos. Tiene una población de 27 548 habitantes, según el XII Censo General de Población y Vivienda del INEGI de 2010.
El municipio posee una extensión territorial de 201 kilómetros cuadrados, que representa un 0.28 % del total del estado de Veracruz. Se encuentra regado por el río Tancochín. Su clima es tropical, con una temperatura ácidos el promedio anual de 23.5 grados Celsius. En la región de la sierra de Otontepec y la laguna de Tamiahua.

## Toponimia
El origen del nombre Amatlán es náhuatl, que proviene de amat, que significa amate, y tlán, que se traduce como lugar, pudiendo interpretar como lugar de los amates.

## Geografía

### Localización
El municipio se encuentra ubicado entre los paralelos 21°15′ y 21°22′ de latitud norte y los meridianos 97°35′ y 97°48′ de longitud oeste.

### Colindancias
El territorio municipal limita al norte con los Tamalín, Tantima y Chinampa de Gorostiza, al este con Chinampa de Gorostiza y Tamiahua, al sur con Tamiahua y Tancoco, al oeste con Tancoco y Tamalín.

### Hidrografía
El municipio se encuentra en la cuenca del río Tuxpan, y por el territorio circulan algunas fuentes perenne como el río Tancochin y otras intermitentes como el río Fraile, La Laja, La Lajuela y el Hondo.

## Historia
Amatlán fue un poblado prehispánico, en un inicio el municipio tenía el nombre de Amatlán-Tuxpan, en ese entonces perteneciente al cantón de Tuxpan. En el 1938 el municipio cambio de nombre al de Amatlatépetl lo que incluyó también el cambio de nombre del pueblo que era cabecera.Para el 1941 la cabecera municipal fue cambiada de localización a la población de Naranjos. Por el decreto del 15 de diciembre de 1946 cambia el nombre del municipio al que alguna vez tuvo, llevando por nombre Amatlán-Tuxpan. Ya para 1960 la localidad de Naranjos es elevada a villa y el 18 de diciembre de 1973 a ciudad. Pero es el 22 de junio de 1996 que el municipio es nombrado Naranjos-Amatlán.
Fundación de Naranjos
Podríamos decir que tres familias controlaban los intereses económicos y políticos de la Huasteca, hecho que no evita suponer que existió una alianza entre estas familias y sectores sociopolíticos de menor importancia, esto, allá por la segunda mitad de 1800. Una de estas familias fue la de los Llorente, la cual ocupó la Comandancia militar y la Jefatura Política de Túxpam hasta el imperio de Maximiliano, cuando regía el sistema de cantones. Este grupo de poder tenía su sustento en la producción agrícola, que le permitía aventurarse en el comercio y en la manufactura de la caña de azúcar y del ganado. Asimismo, fueron apoderados de los pueblos indios y que vino a desembocar en una mayor clientela política.
Atraídos como se sentían, por las muchas y variadas leyendas de que los piratas y salteadores de los galones españoles, escondían el botín de sus acciones en las playas del Golfo de México, los comerciantes del centro del Estado y del vecino estado de Hidalgo, se organizaban y a lomo de bestia, se aventuraban por los escasos caminos de “herradura”, transportaban sus pertenencias y mercancías para tratar de llegar a su objetivo… las costas. En su recorrido, forzosamente, debían cruzar al entonces el caudaloso río Tancochin, el cual representaba un gran obstáculo para proseguir sus viaje. Acostumbrados como estaban a este tipo de problemas, buscaron cuidadosamente, hasta encontrar un vado a la margen izquierda en donde por efectos de la propia naturaleza, crecían unos árboles de naranjo silvestre y que la gente conoce como “naranjo de cucho”. Ese vado se localiza en el entronque de la hoy calle 16 de septiembre de la colonia “americana”. A partir de ese suceso, los viajeros se fueron comunicando de boca en boca que, para llegar a la costa, deberían cruzar por “El Paso de los Naranjos”.
Para hablar de la formación de Naranjos como pueblo, tiene uno necesariamente que “meterse” a estudiar y tratar de entender el sucio manejo de las acciones de las compañías petroleras que existieron en la región llamada “Faja de Oro”, conocida mundialmente por su abundante producción de petróleo, ya conocido y utilizado por los americanos. Sin embargo, fueron los ingleses los que ya conocían por referencias las chapapoteras de la Huasteca y a las que los lugareños conocían como “Criaderos de Petróleo”
De conformidad con lo escrito por Ramón Valdiosera Berman, se atribuye a Gonzalo Herrera Saldaña que en los inicios del año de 1905 llevó a los geólogos ingleses a que vieran las chapapoteras de Cerro Azul, las de Nuñez en Álamo y las más famosas, “donde se criaba” y salía petróleo casi puro, allá por Juan Casiano del municipio de Chinampa. Hacía ya casi 16 años de aquella carta que Porfirio Díaz había enviado a Matías Romero en 1884, a la sazón en ese entonces, embajador de México en Washington en la cual le informa que “los americanos están utilizando con éxito el aceite de esa sustancia para combustible y que “sería pertinente tratar de interesarlos en su explotación en México”, ya que “el Gobierno consideraría con amplitud esa posibilidad”
Al estudiar los problemas internos y vitales de México con serenidad, se descubre que esta tierra solo ha luchado por su independencia y para salvar del despojo sus infinitas riquezas. Esta recopilación debe comenzar por el México geográfico, como si fuera un lienzo estirado, donde habrá de pintarse todo el paisaje de nuestro municipio. Sobre sus características naturales, van a actuar las biológicas, con mayor o menor colorido, con diversos movimientos, con perspectivas distintas de esta región en gran parte desconocida. Es preciso colocarnos en ángulos visuales que conserven a lo grande, grande, a lo pequeño, pequeño. Pintar los colores de tal modo que no se vea rosa lo que era gris, ni tampoco negro lo que es blanco. Tal vez al alejarse o aproximarse, el lector tendrá variada visión; pero en la proporción no en la esencia.
Con la explotación del petróleo, llegaron las compañías, así, la compañía mexicana de petróleo
“El Águila” de capital inglés y holandés, empezó exploraciones por el año de 1909, para tal efecto inició la construcción de un ramal de ferrocarril de cuecillos al Paso de los Naranjos que pertenecía a la congregación de Empalizada y contaba con una estación de bombeo; arribando por este medio numerosas familias entre las que se destacan las Jiménez, Cruz, Domínguez y Herver. Con el correr del tiempo, los vecinos de las rancherías cercanas formaron una nueva congregación o barrio al que llamaron “La Providencia”.
De esta forma, se establecieron los primeros pobladores en los lotes que había surgido de la división territorial de la exhacienda San Benito quedando en la forma siguiente: Lote 245 de Dionisio Zumaya, hoy fraccionamiento nuevo Naranjos, Lote 251, Marcelino Cruz e Inés Aguilar que forman en la actualidad las colonias Tamaulipas y El Cafetal, lote 252 de Pilar Jiménez donde se establecen las colonias Centro y Progreso, lote 253 de Silverio Aguilar, conforma una fracción de las colonias Centro y Progreso, lote 254 de Antonio Cruz, comprende una parte de la colonia Las Delicias, lote 255 de Josefa Torres, corresponde a porción de la colonia Las Delicias, a Filiberto E. Herver le fue asignado el mayor de lotes, el 260 –dos sesenta como se le conoce- con una superficie de 303 hectáreas y 600 metros cuadrados. Fue vendido por el señor Donasio Herver, en ese entonces-1918-, apoderado de la señora Videncia Vite vda. De Herver una fracción de 272 hectáreas por la compañía Mexicana de petróleo “El Águila, S. A.”, y el resto, por su subsidiaria, Compañía de Comercio, Inversiones e Industria, S. A., mismo que conservaron en propiedad hasta 1938 y en la cual se establecieron sus instalaciones, las que con la nacionalización de la industria, pasaron a formar parte del patrimonio de Petróleos Mexicanos. Anterior de la fecha de este acto reivindicatorio, a contados de los trabajadores se les permitió fincar sus hogares dentro de los límites del lote. Con la llegada de los nuevos administradores, se otorgaron las facilidades para los contratos de arrendamiento a los trabajadores y a los particulares para la construcción de sus casas habitación. De tal forma, se empieza a formar el barrio El Panal, para posteriormente convertirse en la colonia Mariano Escobedo. Por el antiguo camino de herradura y hoy se denomina avenida Cervantes y en el cruce de la 18 de marzo, se encontraba un árbol frondoso de los que por aquí conocemos como higuerón, bajo su sombra se organizaban las “tapadas” de gallos y, en esa misma recta, teniendo como fondo el pozo citado, se jugaban las carreras de caballos, es precisamente en ese lugar donde se ubicó la casa de uno de los tantos extranjeros que llegaron, de nombre Román Polanski. Bajo ese tenor, el crecimiento poblacional de Naranjos, fija sus ojos en otra parte del lote, fincando sus hogares a la margen del río, pero dentro del mismo lote, lo que da origen a la formación de la colonia “Americana”, bautizada con ese nombre por Amado Sánchez, conocido como “el Cobacho”. El fenómeno meteorológico llamado el ciclón “Hilda” ocurrido en el año de 1955, provocó las torrenciales lluvias y el crecimiento de las aguas del río que cruza la población, derribando todo a su paso, llegando sus aguas a inundar lo que una vez se llamó el “Callejón del Hueso” en alusión a las carnicerías establecidas, los chirriones de las camillas que dejó la compañía “El águila” , situadas en lo que una vez fue el Departamento de “Transportes” no fueron la excepción, dejando de esta forma sin casa a los trabajadores y maestros de la escuela artículo 123 que ahí habitaban. Ante tal desamparo de las familias, se iniciaron las gestiones a la Dirección General de Petróleos Mexicanos para solicitar un terreno para su acomodo, logrando se les cediera una fracción de terreno a un costado del área de tanques, comenzando de esta forma la fundación de la colonia Manuel Ávila Camacho, la que un principio se conoció como “los mojados” y “los damnificados”. El lote “Dos Sesenta” también asienta a los colonos de “La Aviación”, cuyo nombre se atribuye a su fundador Domingo Olvera Carrillo. Pero vayamos a conocer como se logra la pista. No existiendo ninguna otra vía de comunicación que no fuera la Brecha de la Huasteca, Lamberto Berman le propuso a Ponciano Padilla Díaz la construcción de una pista aérea en un terreno que ya con anterioridad tenía localizado y fuera ejecutada con los trabajadores pertenecientes al departamento de Mantenimiento y auxiliados por el departamento de Ingenieros. La longitud de la pista sería de mil 200 metros y estaría orientada de oriente a poniente.. A su inauguración vendrían varios aficionados a la aeronáutica, algunos con sus propias avionetas, del Campo de Ébano, llegarían el ingeniero Guillermo de la Garza y sus hermanos Luis y Juan,; la bendición corrió a cargo del párroco Florentino y se acordó nombrarla, Capitán Aviador Emilio Carranza. Corría el año de 1950, el modo de vivir de los extranjeros cautivó a los trabajadores planta de la empresa quienes anhelaban un lugar donde vivir, a ellos les tocó ver a los que llegaron a llevarse nuestra riqueza, jugar al golf y abrir un mueble que contenía el ansiado hielo para refrescarse con una bebida, con esa imagen grabada, se reúnen en grupo con la finalidad de adquirir un terreno, acordando como primer punto, constituir la Asociación civil pro construcción de la Colonia Petrolera “Antonio Jackson Bermúdez”, quedando integrada la primera directiva compuesta por Lamberto Berman Saldaña, presidente: Cecilio Gutiérrez González. Secretario; Ponciano Padilla Díaz, tesorero; Roberto de la Fuente Barrios, Austreberto G. Cobos y Adalberto López Lima en calidad de vocales. La pujante directiva consigue que la Dirección general de Petróleos Mexicanos, les venda una fracción de terreno de aproximadamente 40 hectáreas del lote mencionado. Las siguientes directivas se dedican a la notificación, urbanización e introducción de servicios que son costeados por los propios colonos, como también la tramitación de créditos hipotecarios para la construcción de sus viviendas.
Mientras la compañía mexicana de petróleo “El Águila, S. A.” se ufanó de haber obtenido 7 millones de barriles de petróleo y haber pagado ¡¡¡ diez pesos!!! Por el conjunto de terrenos que dieron origen al lote dos sesenta, los pobladores del municipio como mendigos en una montaña de oro nos preguntamos ¿Quiénes han disfrutado de esa riqueza? Por el camino antiguo a la vecina Tamiahua se localizó una estación de bombeo de agua llamada “Tancochin”, cuyas tierras se encontraban bajo la custodia del guardabosques Juan de Mata Andrade quien, a su vez, era empleado del terrateniente Aurelio Franco, mismo que bautizó a ese lugar con el nombre de Cervantes en honor a su tierra natal en España. Propiamente lo que hoy conocemos como Naranjos, fue fundado en el año de 1912 por las compañías petroleras “El Águila” y la “Internacional” al comenzar los trabajos de “Naranjos 1” perforación en gran escala y “reventando” pozos petroleros tan importantes como el “a escasos 574.75 metros y una producción inicial de 50,000 barriles diarios. Las compañías petroleras. Bien sabido es que las evidencias de la obviedad cortan las alas de la imaginación. Las palabras de los hombres son como sombras y las sombras nunca sabrían explicar la luz, entre ellas y la luz está, interponiéndose. El cuerpo opaco que las hace nacer.

## Heráldica

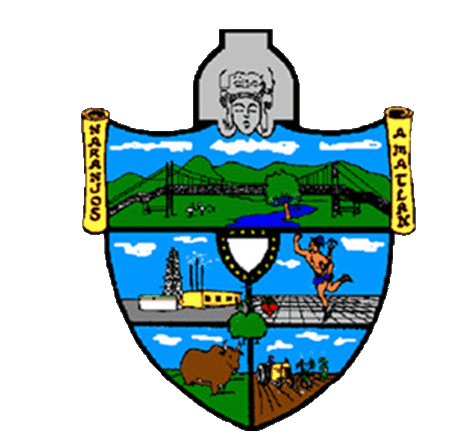
Naranjos-Amatlan

En la parte superior se encuentra una escultura conocida como sol poniente, en la parte inferior de esta, se contempla la sierra de Otontepec, el puente colgante de la ciudad, el río Tancochin, un sauce, y unas garzas, en los costados el nombre del municipio, al izquierdo Naranjos, y al derecho Amatlán, aún más abajo se divide en cinco, en derecha una torre de perforación petrolera, abajo de este se representa la ganadería, en la parte derecha el Dios Hermes, abajo de este se representa la agricultura, en el centro un escudo con estrellas

## Fiestas y tradiciones

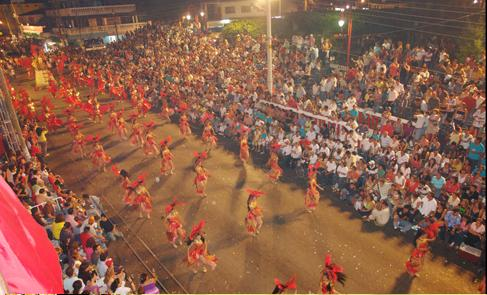
Carnaval en Naranjos.

EL municipio tiene diversas festividades como lo son  las de la Virgen de Lourdes, la cual se venerá con una procesión en su honor el 11 de febrero, se lleva a cabo la fiesta de la Virgen de Lourdes, con procesión. También se festeja a San José de la Montaña, con danzas de la región, esto se lleva a cabo el 18 de marzo. En la última semana de noviembre se lleva a cabo un festival de Huapango.

## Gobierno y administración

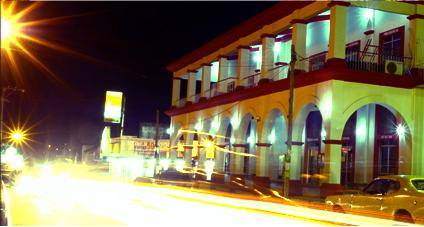
Palacio municipal Naranjos.

El gobierno del municipio está a cargo de su Ayuntamiento, que es electo mediante voto universal, directo y secreto para un periodo de tres años que no son renovables para el periodo inmediato posterior pero sí de forma no continua. Está integrado por el presidente municipal, un síndico único y seis regidores, dos electos por mayoría relativa y cuatro por representación proporcional. Todos entran a ejercer su cargo el día 1 de enero del año siguiente a su elección.

### Subdivisión administrativa
Para su régimen interior, el municipio además de tener una cabecera y manzanas, se divide en rancherías y congregaciones, teniendo estas últimas como titulares a los subagentes y agentes municipales, que son electos mediante auscultación, consulta
ciudadana o voto secreto en procesos organizados por el Ayuntamiento. En el caso de Naranjos Amatlán, existen diez congregaciones, las cuales La Verónica y Diego González eligen a sus agentes municipales por medio del plebiscito, el resto de las congregaciones Amatlán, Zaragoza, Ocampo, Empalizada, Cervantes, Galeana, Totmoxtepec, Monte Grande por voto secreto. También cuenta con doce subagencias municipales, las cuales son Rancho Nuevo, La Azteca, El Escobal, Buenos Aires, Nueva Esperanza, Ojital, Ojo de Brea, Soledad Chiquita, Buena Vista, El Aguacate, El Llano, San Benito.

### Representación legislativa
Para la elección de diputados locales al Congreso de Veracruz y de diputados federales al Congreso de la Unión, el municipio se encuentra integrado en el distrito electoral local V Tuxpan con cabecera en la ciudad de Túxpam de Rodríguez Cano y el distrito electoral federal I Pánuco con cabecera en la ciudad de Panuco.